# Osprey Packs
Osprey Packs, Inc. — американська компанія, що спеціалізується на виробництві рюкзаків та аксесуарів для активного відпочинку, альпінізму, туризму та повсякденного використання.

## Історія

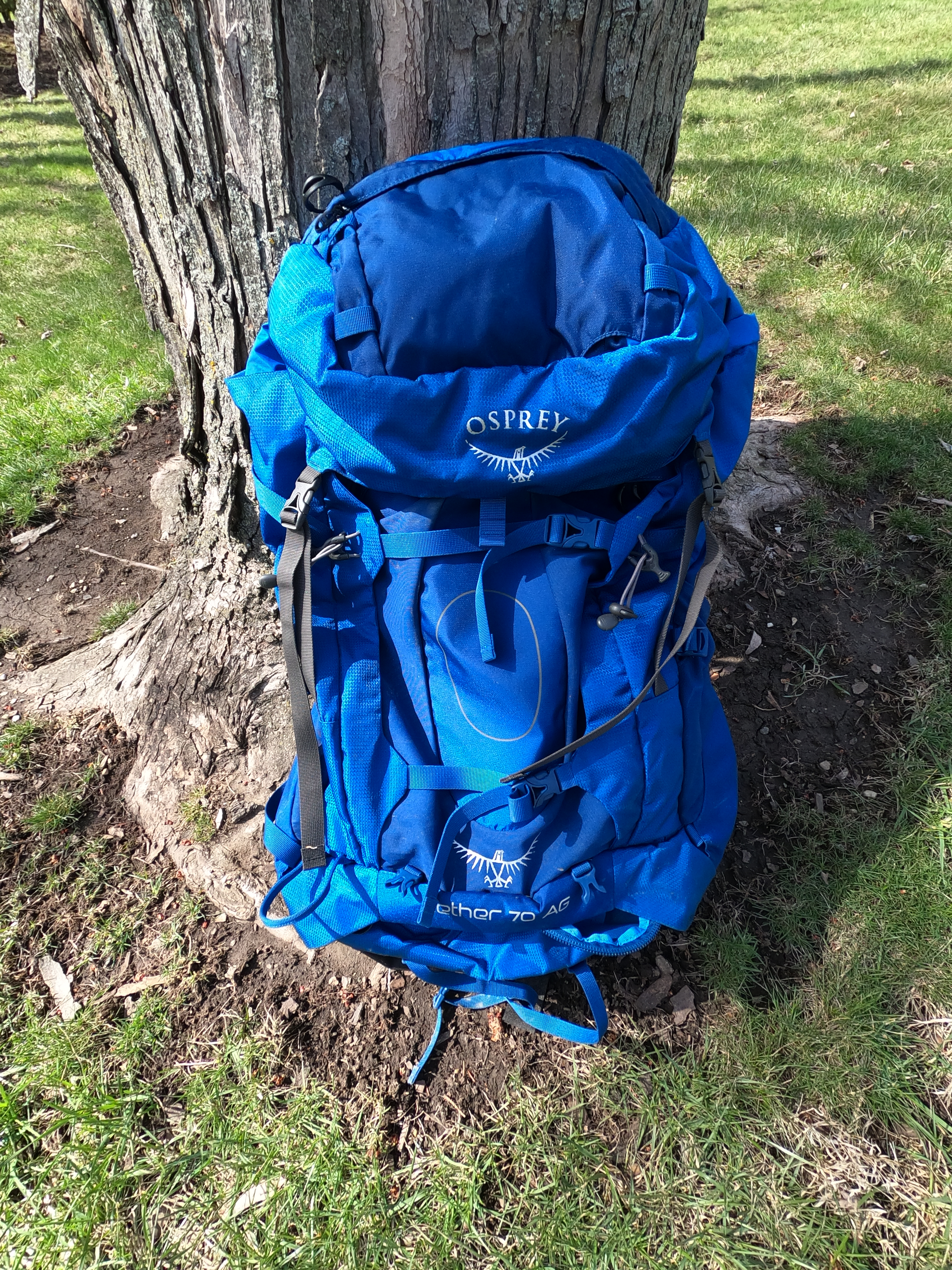
Передня частина рюкзака AG 70
від бренду Osprey Packs

Майк Пфотенгауер, засновник компанії Osprey, та його дружина Діана Врен спочатку заснували компанію під назвою Santa Cruz Recreational Packs в 1974 році. Штаб-квартира розташовувалася в Санта-Крузі, Каліфорнія, де вони виготовляли індивідуально підібрані рюкзаки для походів.
У 1990 році компанія переїхала до Долорес, штат Колорадо. У 1994 році компанія перенесла виробництво з Долореса до Кортеса, штат Колорадо.
Рюкзак Osprey Aether 60 носив сліпий альпініст Ерік Вайхенмаєр, який став першим сліпим альпіністом, що підкорив гору Еверест.
До 2001 року в Osprey працювало 92 співробітники, включаючи виробничий персонал. У 2002 році виробництво почали поширювати в Корею та В’єтнам, щоб знизити витрати на виробництво.
У 2015 році було створено штаб-квартиру Osprey Europe в Пулі, Англія.
У 2021 році в Osprey працювало близько 300 осіб, а компанія генерувала доходи від 155 до 160 мільйонів доларів. У тому ж році компанія була продана Helen of Troy Limited за 414 мільйонів доларів.